# Arnold Origi
Arnold Origi Otieno (15 de noviembre de 1983 en Nairobi, Kenia) es un futbolista keniata que juega como guardameta en el HIFK Helsinki de la Veikkausliiga de Finlandia. 

## Clubes
| Club               | País      | Año       |
| ------------------ | --------- | --------- |
| Mathare United     | Kenia     | 2001-2006 |
| Tusker FC          | Kenia     | 2006      |
| Moss FK            | Noruega   | 2007-2011 |
| Fredrikstad FK     | Noruega   | 2011      |
| Ullensaker/Kisa IL | Noruega   | 2012      |
| Lillestrøm SK      | Noruega   | 2013-2018 |
| Sandnes Ulf        | Noruega   | 2018      |
| Kongsvinger IL     | Noruega   | 2018-2019 |
| HIFK Helsinki      | Finlandia | 2019-     |